# Ptilocichla
Ptilocichla är ett fågelsläkte i familjen marktimalior inom ordningen tättingar. Släktet omfattar tre arter som förekommer i Filippinerna samt på Borneo:
- Borneosmygtimalia (P. leucogrammica)
- Mindanaosmygtimalia (P. mindanensis)
- Palawansmygtimalia (P. falcata)